# 滇史
滇史，书名又作《滇事祭略》，明代诸葛元声所撰云南地方史，共十四卷。

## 作者
诸葛元声，字味水，浙江绍兴府会稽县人，诸生，万历九年（1581年）客居临元道贺幼殊幕府，久居云南，于是纂成《滇史》一书。

## 内容
《滇史》记录从远古到明神宗万历四十五年（1617年）的云南事迹。取材广泛，甚至有的内容根据演义小说写成，因此内容可取者不多。謝肇淛《滇略》《千顷堂书目》《明史·艺文志》也有著录。被《南诏野史》《滇系》《云南备征志》引用节录。万历年间有刻本，后世罕见，以传抄本行世。
1994年德宏民族出版社出版点校本，云南民族大学刘亚朝校点，为当今通行本。